# Bartolomeo Ruspini
Bartolomeo Ruspini (Zogno, 25 marzo 1728 – Londra, 14 dicembre 1813) è stato un medico italiano.
È ricordato per aver fondato la Royal Masonic School for Girls.

## Giovinezza
Figlio di Andrea Ruspini, esponente di una famiglia della piccola nobiltà locale, nacque nel 1728, a Zogno, vicino a Bergamo.
Ottenuta la laurea in medicina, si specializzò in odontoiatria e si trasferì quindi a Parigi, dove divenne uno dei dentisti più acclamati d'Europa, considerato anche che nel XVIII secolo non erano molti a svolgere tale lavoro.
Arrivò giovanissimo in Inghilterra tanto che nel 1752 aveva già curato molte persone a Manchester. Quattro anni più tardi ottenne buone referenze per sposare Elizabeth Stiles il 19 febbraio 1757, dalla quale non ebbe figli.

## Ruspini e la massoneria

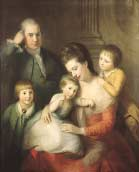
Lo "chevalier Bartholomew Ruspini" con la moglie, lady Ord e i tre figli, quadro attribuito a Nathaniel Horne

Nel novembre 1759 si autocandidò per l'iniziazione alla loggia massonica the Bear lodge ma non fu accettato. Nel 1762, invece fu introdotto nella Burning bush lodge di Bristol.
Nel 1766 fu a Londra sotto la protezione della madre del re Giorgio III. Fu introdotto in società  e si risposò, il 6 aprile 1767, con Elizabeth Orde, figlia di lord Francis Ord. Le parentele aristocratiche della seconda moglie favorirono la sua ascesa sociale.
Nel 1768 Ruspini scrisse un trattato sui denti, dove descrisse l'effetto negativo dello zucchero, ma anche ipotizzò che il sonno eccessivo facesse male ai denti.  Considerato un luminare nelle scienze dentarie dell'epoca, Bartolomeo Ruspini ebbe tra i suoi allievi nel 1788 anche Benjamin Franklin
Nello 1768 nacque il suo primo figlio: James Balden Ruspini seguito più tardi da George Bartholomew Ruspini (che ebbe il titolo di Esquire). Entrambi i figli divennero dentisti e chirurghi della famiglia reale. In tutto Ruspini ebbe 9 figli, quattro maschi e cinque femmine.
Nel 1777 Ruspini fondò un suo movimento massonico chiamato the Lodge of the Nine Muses. Questo ebbe numerosi membri italiani soprattutto compatrioti di Ruspini immigrati dall'Italia. Nell'aprile 1789, gli venne conferito il cavalierato ereditario dell'Honourable Order of Knighthood e il titolo di conte del sacro palazzo Lateranense dal duca Francesco Sforza Cesarini.

## Filantropia
Ruspini aiutò i poveri a Londra spesso non chiedendo denaro per le sue prestazioni mediche a chi non ne disponeva.

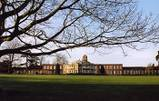
La Royal Masonic School nello Hertfordshire, fondata dallo "chevalier Bartholomew Ruspini".

Fondò la Royal Masonic School for Girls, più nota come Ruspini House a Londra, per l'educazione delle giovani della massoneria inglese, tuttora esistente. Un quadro di Thomas Stothard lo immortala mentre presenta il corteo di educande della scuola ai dignitari della massoneria dell'epoca, tra cui il principe di Galles e il conte di Moira.
Morì nella sua casa all'età di 85 anni. Fu sepolto nel chiostro della cattedrale di St. James' a Piccadilly il 19 dicembre 1813. Non lasciò ai suoi eredi una grossa fortuna per l'epoca e alla moglie rimase una pensione annua di 150 sterline.  Oggi la sua statua lo ricorda ai posteri nell'atrio dove, dal 1934, si è trasferita la Royal Masonic School, a Rickmansworth nello Hertfordshire, e dove tutti gli anni il 25 marzo, nell'anniversario della sua nascita, si celebra in suo onore il «Ruspini Day».